# Shigeyasu Yamauchi
Shigeyasu Yamauchi (山内重保, Yamauchi Shigeyasu) (nascido em 10 de abril de 1953 em Hokkaido, Japão) é um diretor de série de animações japonesas melhor conhecido pelo seu trabalho em vários animes.
Alguns dos créditos de Yamauchi como diretor da Toei incluem séries de TV como "Saint Seiya: Hades" (2002-2003), "Ranma 1/2" (1989), e "Digimon 2" (2001), além de filmes como "Dragon Ball Z: O Poder Invencível" (1994), "Dragon Ball: O Caminho do Poder" (1996) e "Digimon: O Filme" (2000).

## Filmografia
- Casshern Sins (2008)
- Blood+ (2005-2006)
- Xenosaga: The Animation (2005)
- Saint Seiya: Tenkai-hen josô - Overture (2004)
- Saint Seiya: Hades, a Saga do Santuário (2002 - 2003)
- Digimon Tamers (2001): Série de TV
- Digimon 02 (2001): Série de TV
- Digimon: O Filme (2000)
- Street Fighter Zero (1999)
- Dragon Ball: Saikyō e no michi (1996)
- Hana yori dango (1996): Série de TV
- Dragon Ball Z: Fukkatsu no fusion!! Gokū to Vegeta (1995)
- Dragon Ball Z: Kiken na futari! Super senshi wa nemurenai (1994)
- Dragon Ball Z: Ginga Giri-Giri!! Butchigiri no sugoi yatsu (1993)
- Dragon Ball Z: Moetsukiro!! Nessen - Ressen - Chōgekisen (1993)
- Dragon Ball Z Gaiden: Saiyajin Zetsumetsu Keikaku (1993)
- Ranma ½ (Ranma nibun no ichi) (1989): Série de TV
- Saint Seiya: Shinku no shōnen densetsu (1988)
- Saint Seiya: Kamigami no Atsuki Tatakai (1988)
- Mezon Ikkoku (Maison Ikkoku) (1986)
- The Transformers: The Movie (Transformers: Matrix yo eien ni) (1986)
- The supergirls z

## Ligações  externas
- Shigeyasu Yamauchi. no IMDb.